# たちゅまる劇場
『たちゅまる劇場』（たちゅまるげきじょう）は、日本のテレビアニメ作品。第14回放送回より『たちゅまる』に改題。

## 概要
MONDAY PARK枠で放送の、タツノコヒーローを動物化したキャラクターが登場する1話30秒（ED含め計1分30秒）のFlash風短編アニメ。また読売テレビでは同時放送としてパロディ元の3作品のリバイバルも放送。2011年1月3日よりタイトルが『たちゅまる』となり、『ドラゴンクライシス』、『君に届け第2シーズン』とともに放送された。
本作は産学共同プロジェクトとして制作されており、主なキャラの声は日本工学院専門学校の声優・俳優科に属する学生たちから選ばれている。また音響監督である山崎たくみは日本工学院専門学校で講師もしており、アフレコは校舎にある実習用スタジオで行われている。
2010年11月15日より『DAM★とも』で、ピヨタン軍団（5名）の声優オーディション『たちゅまる声優チャレンジ』を開始。当選発表とアフレコは2011年1月に行われた。

## たちゅまる
謎の不思議生物『たちゅー類』と呼ばれるキャラクター達。ネーミングは「タツノコアニマル」を短縮したもの。その大きさは、実は人間の前歯程度しかないものから、普通の愛玩動物サイズへと自由に変化する。
ニャシャーン（新造人間キャシャーン+ねこ）
声 - 河内澄代
クールキャラ。基本的には師匠のブレンダーと行動を共にしている。恋人にリュナがいる。
ブレンダー（いぬ+フレンダー）
声 - 吉田晃弘
ニャシャーンの師匠。元ネタと主従関係が逆転している。
ピヨタン（ゴールドライタン+ひよこ）
声 - 高村さくら
お喋りで世渡り上手なキャラ。実は外側の装甲は着ぐるみで、本人は色物のパンツを穿いている。仲間にピヨタン軍団がいる。
ガッチャペン（科学忍者隊ガッチャマン+ペンギン）
声 - 水間友美
天然キャラ。他のメンバーのガッチャマンもたちゅまる化している。
その他のキャラクター
- ルニャ（上月ルナ）
- テックマ（宇宙の騎士テッカマン）
- 名探偵チュリマー（破裏拳ポリマー）
- マッハ・ワンワンワン（マッハGoGoGo）

## スタッフ
- 原作 - 竜の子プロダクション
- 企画 - 栃平吉和、大熊保幸
- プロダクション - 吉田昇一、米倉功人
- アシスタントプロデューサー - 池上陽平、上床肇
- キャラクターデザイン - 岩澤知子
- 美術デザイン - 渡辺麻貴子
- 脚本 - 本田雅也
- 絵コンテ - OKN
- フラッシュアニメーター - 徳丸尚子、落合桃子
- 音響監督 - 山崎たくみ
- 録音調整 - 久慈匡教
- 音楽 - SUI
- 音楽プロデューサー - 佐藤祐大
- エンディングアニメーション - A-CAT、矢羽田和徳、後藤優一
- 制作進行 - 佐野正衛
- 協力 - TOKYO MX、菁映社、A-CAT、日本工学院専門学校
- 監督 - OKN
- 制作 - タツノコプロ
- 製作 - たちゅまるず

## 主題歌
『空にメロディ』
作詞 - ビリー / Rap Lyric - オクダケン / 作曲 - ビリー / 編曲 - 長江徹 / 歌 - ビリケン（ソルブレイド）
配信限定シングル。

## 各話リスト
| 話数   | たちゅまる劇場 | たちゅまる劇場                   | リバイバル作品                                                 | リバイバル作品                                                 | リバイバル作品                                                 | 放送日         |
| ------ | -------------- | -------------------------------- | -------------------------------------------------------------- | -------------------------------------------------------------- | -------------------------------------------------------------- | -------------- |
| 第1回  | 第1話          | 初飛行                           | 科学忍者隊ガッチャマン                                         | 第1話                                                          | ガッチャマン対タートル・キング                                 | 2010年 10月4日 |
| 第1回  | 第2話          | 半熟ボディ                       | 科学忍者隊ガッチャマン                                         | 第1話                                                          | ガッチャマン対タートル・キング                                 | 2010年 10月4日 |
| 第2回  | 第3話          | コタツ最強                       | 科学忍者隊ガッチャマン                                         | 第81話                                                         | ギャラクター島の決斗                                           | 10月11日       |
| 第2回  | 第4話          | 月夜のできごと                   | 科学忍者隊ガッチャマン                                         | 第81話                                                         | ギャラクター島の決斗                                           | 10月11日       |
| 第3回  | 第5話          | 超破壊…毛玉                      | 科学忍者隊ガッチャマン                                         | 第102話                                                        | 逆転!チェックメイトX                                           | 10月18日       |
| 第3回  | 第6話          | 転がる玉のように                 | 科学忍者隊ガッチャマン                                         | 第102話                                                        | 逆転!チェックメイトX                                           | 10月18日       |
| 第4回  | 第7話          | 四角い魔球                       | 科学忍者隊ガッチャマン                                         | 第105話                                                        | 地球消滅!0002                                                  | 10月25日       |
| 第4回  | 第8話          | あした天気になーれ               | 科学忍者隊ガッチャマン                                         | 第105話                                                        | 地球消滅!0002                                                  | 10月25日       |
| 第5回  | 第9話          | 一日一善                         | ゴールドライタン                                               | 第1話                                                          | メカ次元の悪魔                                                 | 11月1日        |
| 第5回  | 第10話         | 広告の品                         | ゴールドライタン                                               | 第1話                                                          | メカ次元の悪魔                                                 | 11月1日        |
| 第6回  | 第11話         | 伸縮自在                         | ゴールドライタン                                               | 第41話                                                         | 大魔神の涙                                                     | 11月8日        |
| 第6回  | 第12話         | おつかい失敗                     | ゴールドライタン                                               | 第41話                                                         | 大魔神の涙                                                     | 11月8日        |
| 第7回  | 第13話         | 月まで行けるかな?                | ゴールドライタン                                               | 第48話                                                         | 標的マンナッカー                                               | 11月15日       |
| 第7回  | 第14話         | わいはピヨタンや!                | ゴールドライタン                                               | 第48話                                                         | 標的マンナッカー                                               | 11月15日       |
| 第8回  | 第15話         | 不良が呼ばねば誰が呼ぶ           | ゴールドライタン                                               | 第49話                                                         | メカ宮殿の反乱                                                 | 11月22日       |
| 第8回  | 第16話         | 危険物                           | ゴールドライタン                                               | 第49話                                                         | メカ宮殿の反乱                                                 | 11月22日       |
| 第9回  | 第17話         | いい湯だな                       | ゴールドライタン                                               | 第52話                                                         | さらばライタン軍団                                             | 11月29日       |
| 第9回  | 第18話         | LOVE♥ボディーケア                | ゴールドライタン                                               | 第52話                                                         | さらばライタン軍団                                             | 11月29日       |
| 第10回 | 第19話         | 風呂でーナイトフィーバー         | 新造人間キャシャーン                                           | 第1話                                                          | 不死身の挑戦者                                                 | 12月6日        |
| 第10回 | 第20話         | 修行不足                         | 新造人間キャシャーン                                           | 第1話                                                          | 不死身の挑戦者                                                 | 12月6日        |
| 第11回 | 第21話         | ミスター・トレジャー             | 新造人間キャシャーン                                           | 第14話                                                         | キャシャーン無用の街                                           | 12月13日       |
| 第11回 | 第22話         | 野生                             | 新造人間キャシャーン                                           | 第14話                                                         | キャシャーン無用の街                                           | 12月13日       |
| 第12回 | 第23話         | 真理                             | 新造人間キャシャーン                                           | 第31話                                                         | 新造人間を造る街                                               | 12月20日       |
| 第12回 | 第24話         | アイ♡（ラブ）最強                | 新造人間キャシャーン                                           | 第31話                                                         | 新造人間を造る街                                               | 12月20日       |
| 第13回 | 第25話         | ごちになります                   | 新造人間キャシャーン                                           | 第35話                                                         | 地球最大の決戦                                                 | 12月27日       |
| 第13回 | 第26話         | 魅惑の歌                         | 新造人間キャシャーン                                           | 第35話                                                         | 地球最大の決戦                                                 | 12月27日       |
| 第14回 | 第27話         | ライバル出現                     |                                                                |                                                                |                                                                | 2011年 1月3日  |
| 第14回 | 第28話         | 持ち運べます                     |                                                                |                                                                |                                                                | 2011年 1月3日  |
| 第15回 | 第29話         | …予知?                           | （以降、『ドラゴンクライシス!』『君に届け 2ND SEASON』を放送） | （以降、『ドラゴンクライシス!』『君に届け 2ND SEASON』を放送） | （以降、『ドラゴンクライシス!』『君に届け 2ND SEASON』を放送） | 1月10日        |
| 第15回 | 第30話         | 芸術                             | （以降、『ドラゴンクライシス!』『君に届け 2ND SEASON』を放送） | （以降、『ドラゴンクライシス!』『君に届け 2ND SEASON』を放送） | （以降、『ドラゴンクライシス!』『君に届け 2ND SEASON』を放送） | 1月10日        |
| 第16回 | 第31話         | 継続は力なり                     |                                                                |                                                                |                                                                | 1月17日        |
| 第16回 | 第32話         | スーパーガールフレンド           |                                                                |                                                                |                                                                | 1月17日        |
| 第17回 | 第33話         | 科学忍法・脱皮!                  |                                                                |                                                                |                                                                | 1月24日        |
| 第17回 | 第34話         | なかよし                         |                                                                |                                                                |                                                                | 1月24日        |
| 第18回 | 第35話         | 本能                             |                                                                |                                                                |                                                                | 1月31日        |
| 第18回 | 第36話         | 地球はひとつ                     |                                                                |                                                                |                                                                | 1月31日        |
| 第19回 | 第37話         | ただいまメール中                 |                                                                |                                                                |                                                                | 2月7日         |
| 第19回 | 第38話         | 師弟                             |                                                                |                                                                |                                                                | 2月7日         |
| 第20回 | 第39話         | 完全防備?                        |                                                                |                                                                |                                                                | 2月14日        |
| 第20回 | 第40話         | エコ推進                         |                                                                |                                                                |                                                                | 2月14日        |
| 第22回 | 第41話         | 企業秘密                         |                                                                |                                                                |                                                                | 2月21日        |
| 第22回 | 第42話         | 寝転じぃ〜                       |                                                                |                                                                |                                                                | 2月21日        |
| 第22回 | 第43話         | ボーン・トゥー・ビー・チャイルド |                                                                |                                                                |                                                                | 2月28日        |
| 第22回 | 第44話         | できごころ                       |                                                                |                                                                |                                                                | 2月28日        |
| 第23回 | 第45話         | まさかの犬かき                   |                                                                |                                                                |                                                                | 3月7日         |
| 第23回 | 第46話         | 類は友を呼ぶ                     |                                                                |                                                                |                                                                | 3月7日         |
| 第24回 | 第47話         | 迷宮…入り?                       |                                                                |                                                                |                                                                | 3月21日        |
| 第24回 | 第48話         | ゴールドランチ                   |                                                                |                                                                |                                                                | 3月21日        |
| 第25回 | 第49話         | 恋人募集                         |                                                                |                                                                |                                                                | 3月21日        |
| 第25回 | 第50話         | 謎の総力戦                       |                                                                |                                                                |                                                                | 3月21日        |
| 第26回 | 第51話         | 秒殺                             |                                                                |                                                                |                                                                | 3月28日        |
| 第26回 | 第52話         | 輪投げ1回50円                    |                                                                |                                                                |                                                                | 3月28日        |

## 放送局
| 放送地域 | 放送局                | 放送期間                      | 放送日時                | 放送系列       | 備考                                        |
| -------- | --------------------- | ----------------------------- | ----------------------- | -------------- | ------------------------------------------- |
| 関西地区 | 読売テレビ（YTV）     | 2010年10月4日 - 2011年3月28日 | 月曜 26:14 - 26:46      | 日本テレビ系列 | MONDAY PARK第2部                            |
| 東京都   | TOKYO MX              | 2010年10月5日 -               |                         | 独立UHF局      | スポットCM枠内ランダム放送                  |
| 福島県   | 福島中央テレビ（FCT） | 2011年5月2日 - 7月            | 月 - 木曜 24:59 - 25:04 | 日本テレビ系列 | スポットCM枠ランダム放送もあり              |
| 神奈川県 | tvk                   | 2011年8月 -                   | 月曜 23:00 - 23:30      | 独立局         | キンシオ内                                  |
| 日本全域 | TwellV                | 2011年9月 -                   | 月・水曜 17:00 - 17:30  | BSデジタル放送 | キッズステーションタイム内 リピート放送あり |
| 岩手県   | テレビ岩手（TVI）     | 2011年10月 -                  |                         | 日本テレビ系列 | 『らどんぱ!』内で『たちゅまる』のみ放送     |

## たちゅまる×スマイルポンプ
2010年8月18日からのマクドナルドハッピーセット「スマイルポンプ」とのコラボレーションとしてマクドナルド公式サイトで配信されたFlashアニメ。たちゅまる達が、めざましくんやせんぷうきくん、ポップコーンくんなどと競演した。キャンペーン終了とともに公式サイトも閉鎖。公式サイトでおまけとして公開されていた。
1. ニャシャーン×はじけるポップコーンくん
2. ピヨタン×リンリンめざましくん
3. ガッチャペン×パタパタせんぷうきくん
4. ガッチャペン×かっとびトースターくん
5. ピヨタン×カタカタせんたくきくん
6. ニャシャーン×ジャンプ!すいはんきくん

## 漫画版
- 『ケロケロエース』2010年12月号より石鯛嵩作画でフルカラー4コマ漫画を連載。
- ケータイ読み物サイト『E★エブリスタ』で4コマ漫画を配信。